# Catocala juncturelloides
Catocala juncturelloides là một loài bướm đêm trong họ Erebidae.